# Synthecium elegans
Synthecium elegans is een hydroïdpoliep uit de familie Syntheciidae. De poliep komt uit het geslacht Synthecium. Synthecium elegans werd in 1872 voor het eerst wetenschappelijk beschreven door Allman. 